# Wapen van Westmaas

Wapen van Westmaas

Het wapen van Westmaas werd op 24 december 1817 bij besluit van de Hoge Raad van Adel aan de gemeente Westmaas in gebruik bevestigd. Per 1 januari 1984 ging Westmaas over naar de nieuw opgerichte gemeente Binnenmaas. Het wapen van Westmaas is daardoor komen te vervallen. De kleuren van het wapen van Binnenmaas zijn afgeleid van dat van Westmaas. Sinds 1 januari 2019 valt Westmaas onder de gemeente Hoeksche Waard.

## Blazoenering
De blazoenering van het wapen luidde als volgt:
Parti, het eerste goud beladen met 3 sautoirs van keel, geplaatst 2 en 1, het tweede mede van goud beladen met een klimmende leeuw van keel.
De heraldische kleuren zijn keel (rood) en goud (geel).

## Geschiedenis
Het wapen is waarschijnlijk een combinatie van de wapens van Strijen (kruisjes) en Holland (leeuw). Westmaas is ontstaan na de indijking van de polders Moerkerken en Munnikenland. Zweder van Abcoude, heer van Gaesbeek, heer van Strijen, schonk het Munnikenland, een deel van de ambachtsheerlijkheid Strijen, aan de monniken van het Kartuizerklooster te Utrecht. Het land, voornamelijk rietlanden, werd door de monniken bedijkt waarna het dorp Westmaas ontstond.
Van Ollefen omschrijft het heerlijkheidswapen in 1793 uitsluitend met drie kruisjes, dus zonder de leeuw.

## Verwante wapens

Het wapen van Strijen
Het wapen van Kamerik
Het wapen van de graven van Holland
Het wapen van Binnenmaas (1985)
Het wapen van Binnenmaas (2009)